# Sarampad
Sarampad is een bestuurslaag in het regentschap Cianjur van de provincie West-Java, Indonesië. Sarampad telt 7240 inwoners (volkstelling 2010).